# Machaerium debile
Machaerium debile là một loài thực vật có hoa trong họ Đậu. Loài này được (Vell.) Stellfeld miêu tả khoa học đầu tiên.